# Manasse (Stamm)
Der Stamm Manasse (hebräisch מְנַשֶּׁה), genannt nach dem Stammvater Manasse, ist einer der Stämme Israels, die nach dem Tanach bzw. dem Alten Testament von den Söhnen Jakobs abstammen. Manasse war der Sohn Josephs, seine Mutter war die Ägypterin Asenath, die Tochter des Sonnenpriesters Potiferas von On. Sein Bruder war Ephraim.

## In der Bibel

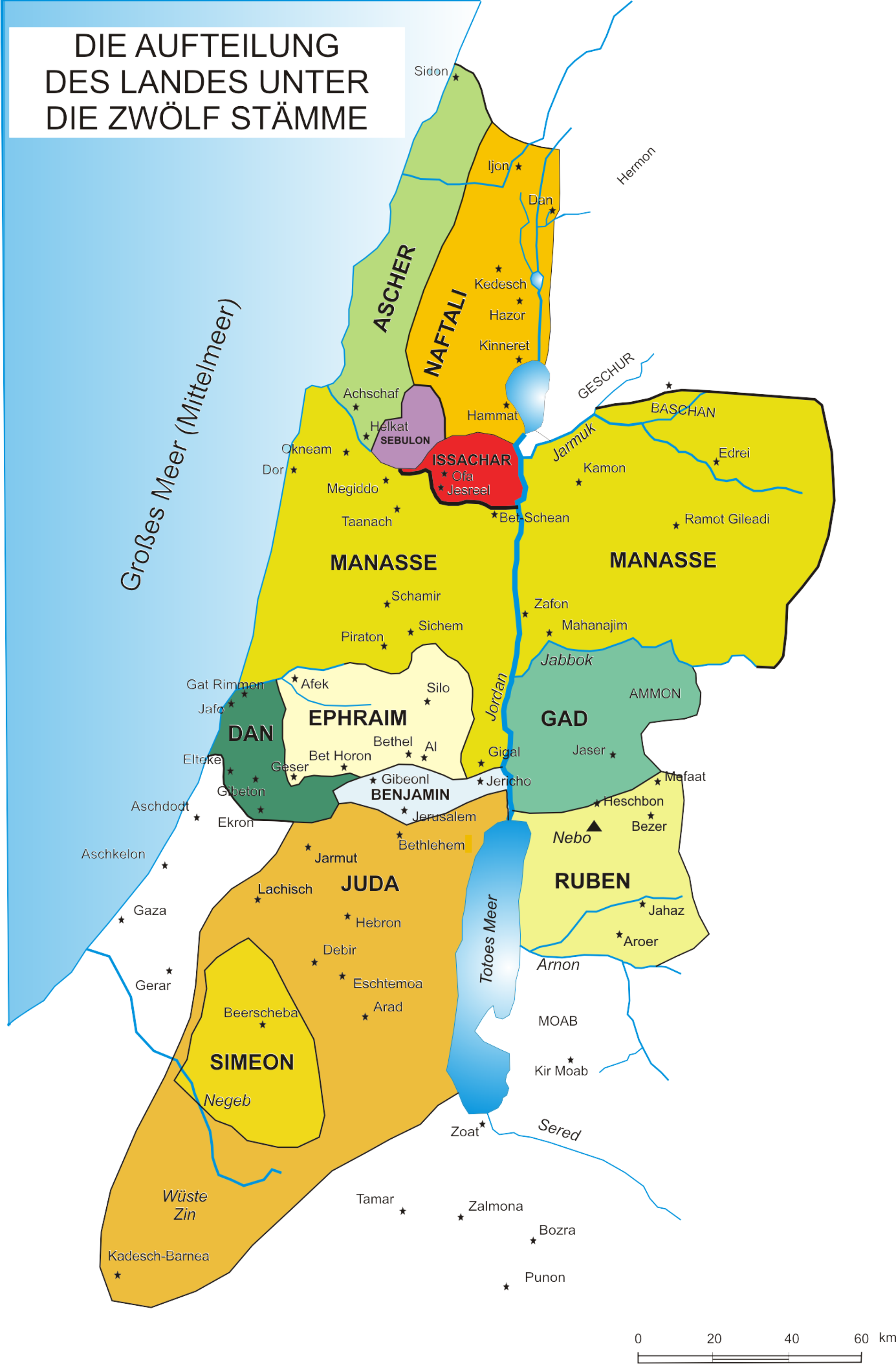
Die 12 Stämme Israels

Während der Wanderungen in der Wüste war der Stamm Manasse mit den Stämmen Ephraim und Benjamin verbunden (4 Mos 1,10 ). Diese Stämme lagerten auf der Westseite des Tabernakels. Entsprechend der Zählung am Berg Sinai hatte der Stamm Manasse 32.200 Mitglieder (4 Mos 1,35 , 4 Mos 2,21 ).
Vierzig Jahre danach hatte sich die Zahl bis 52.700 (4 Mos 26,34–37 ) erhöht, und er war damit einer der bedeutendsten Stämme. Die Hälfte dieses Stammes, gekennzeichnet als die Familie von Machir, zusammen mit Ruben und Gad, bekamen von Mose ihr Gebiet bereits östlich des Jordan zugewiesen (Jos 13,7 ); aber es war Josua belassen, die Grenzen für jeden Stamm zu definieren. Die Gegend östlich des Jordan war wertvoller und von größerem Umfang als alles, was den neuneinhalb Stämmen im Land Israel zugeteilt wurde. Es wird manchmal „das Land von Gilead“ genannt und wurde auch besprochen als die „andere Seite des Jordan“. Der Teil, der dem halben Stamm von Manasse gegeben wurde, war der größte östlich des Jordan. Er umfasste das ganze Baschan. Er wurde im Süden begrenzt von Mahanaim und erstreckt sich nördlich zu den Ausläufern des Libanon. Argob, mit seinen sechzig Städten, dem „Ozean der Basaltfelsen und der Flusssteine in wildestem Durcheinander geworfen“, lag in der Mitte dieser Gegend.
Unter anderem das sehr alte Deborahlied legt nahe, dass sich das Stammesbündnis der Israeliten über die Zeit änderte. Demnach wird Machir als Stamm eigenen Rechts behandelt, und erst später mit Manasse vermischt.
Einige Wissenschaftler nehmen an, dass Manasse ein Stamm nur westlich des Jordan war und sich später durch Vermischung mit dem Halbstamm Machir im Osten jenseits des Jordan ausbreitete.
Nachdem sie das vollständige „Land von Gilead“ erobert hatten, ließen die zwei halben Stämme Manasse ihre Frauen und Familien in befestigten Städten, begleiteten die anderen Stämme über den Jordan und nahmen mit ihnen an den Eroberungskriegen teil. Nach der Zuteilung des Landes entließ Josua die zwei halben Stämme und dankte ihnen für ihren heroischen Dienst (Jos 22,6 ). Sie kehrten zurück über den Jordan zu ihrer eigenen Erbschaft.
Westlich des Jordan war die andere Hälfte des Stammes von Manasse mit Ephraim verbunden; sie hatten den Teil in der Mitte von Israel, einen Bereich von ungefähr 3400 km², den wertvollsten Teil des ganzen Landes, mit reichlich Wasserquellen. Manasses Teil lag unmittelbar nördlich von Ephraim (Jos 16,4 ). Das westliche Manasse verteidigte die Pässe von Esdraelon, das östliche die Pässe von Haurant.

## Erben der Gegenwart
Die Bnei Menashe (die Söhne Manasses), eine Gruppe von Mizoram, Konvertiten zum Judentum in Nordostindien, beanspruchen die Abstammung vom Stamm Manasse. Im Jahr 2005 wurden die Ansprüche von Bnei Menashe anerkannt durch den Hauptrabbiner der Sepharden von Israel Shlomo Amar, sie sind als gesetzmäßige Nachkommen und Überlebende des Stammes von Menasse anerkannt worden und können in Israel gemäß dem Gesetz der Rückkehr einwandern (Voraussetzung ist, zum Judentum überzutreten, um als religiös jüdisch zu gelten).

## Nicht-jüdische Gruppen
Die meisten Anhänger der Samaritaner leiten ihre Abstammung von diesem Stamm her. Einige messianische Israeliten glauben, zu den verschiedenen Stämmen Nordisraels, einschließlich Manasse, „verpflanzt“ zu sein. Dieser Glaube basiert nicht auf irgendeiner genetischen Verbindung, sondern entspricht eher ihrer Tora-Auslegung und ihrem Verständnis bestimmter Passagen im Tanach.

## Gegenwärtige Ortsnamen
Im biblischen Gebiet des Stammes Manasse gelegen, enthalten folgende heutige Orte diesen in ihrem Namen: Alfe Menasche (Tausende von Manasse), Kibbuz Ramot Menasche (Anhöhen Manasses), Sha'ar Menasche (Tor nach Manasse), Tal Menasche (Tau Manasses) und den Regionalverband Menasche. 